# Spartaco - Il gladiatore
Spartaco - Il gladiatore (Spartacus) è un film per la televisione del 2004 diretto da Robert Dornhelm e interpretato dall'attore croato Goran Višnjić. Scritto da Howard Fast e Robert Schenkkan, è stato dedicato a Sir Alan Bates (nel film Agrippa), deceduto per cancro poco prima della conclusione del film.

## Trama
Roma, 73 a.C.
La Repubblica romana è da anni scossa da feroci fermenti sociali. I patrizi, i nobili di Roma, sono sempre più ricchi e potenti, mentre i plebei faticano disperatamente, lavorando per soddisfare i capricci dei nobili.
Il giovane e arrogante senatore Marco Licinio Crasso, recentemente risorto dalle ceneri della propria dinastia tramite lucrose speculazioni finanziarie, stimola e insieme schiaccia la Città-stato, sognando ardentemente di divenire console della Repubblica. Le sue ambizioni vengono sapientemente ostacolate da Lentulo Gracco, il capo del Senato e massimo esponente del partito popolare.
Mentre a Roma i potenti bisticciano per il potere, il generale Gneo Pompeo Magno, inviato dalla Repubblica in Spagna e in Gallia per domare le ribellioni, conquista numerosi territori di frontiera, da cui i suoi soldati traggono bottini sostanziosi e numerosi prigionieri innocenti che rendono schiavi. Tra loro vi è la giovane e bellissima Varinia, che viene condotta a Roma e venduta a Lentulo Battiato, il lanista che possiede la scuola di gladiatori di Capua, la più famosa dell'intero mondo romano.
Il giovane trace Spartaco, condannato a una vita di schiavitù nelle miniere d'oro d'Egitto, si ribella ai propri carcerieri dopo aver cercato di salvare un bambino schiavo alla miniera dalle sevizie dei crudeli soldati. Condannato alla crocifissione, come suo padre in Tracia prima di lui, viene invece salvato da Lentulo Battiato, che lo acquista con entusiasmo. Il lanista infatti sa bene che i traci sono molto apprezzati dalla gente come gladiatori, e decide di sottoporlo a una speciale disciplina.
Spartaco, a causa della sua tempra, si attira l'antipatia di Cinna, l'odioso addestratore di gladiatori della scuola di Lentulo Battiato, e instaura un rapporto di amore-odio con Crixo, il gigantesco e scontroso gladiatore gallo. Più avanti si innamora di Varinia, che ha osato resistere a Lentulo Battiato e che gli viene assegnata come compagna, con l'ordine di renderla più mansueta. Divenuto un combattente abile e irriducibile, Spartaco si batte ripetutamente nell'arena, di fronte ai più illustri cittadini e generali romani, divenendone l'idolo osannato.
Un giorno, Crasso e i suoi amici raggiungono Capua e richiedono un combattimento a morte tra due coppie di gladiatori. Spartaco è uno dei combattenti scelti e si ritrova a duellare contro Draba, che anziché ucciderlo tenta di eliminare gli spettatori romani, finendo invece trucidato da Cinna e dalle guardie romane.
Le condizioni di Spartaco e dei suoi compagni diventano qui ancora più insopportabili e ispirato dal tentativo di ribellione di Draba, il trace guida una rivolta di schiavi talmente vasta e rabbiosa da costituire subito un serio pericolo per Roma e la sua democrazia. Lentulo Battiato è assolutamente disperato: in poche drammatiche ore le sue trentennali fortune sono miseramente sfumate.
Crasso arringa abilmente il Senato, ricordando ai padri coscritti il tumulto degli schiavi recentemente scoppiato in Sicilia. Desideroso di ottenere la gloria militare, tenta di proporsi come condottiero contro Spartaco, ma il senatore Gracco lo ferma d'impulso. L'affarista allora suggerisce il nome di Glabro, un senatore di scarso peso politico, che viene accettato dalla maggioranza. Glabro però sottovaluta l'armata di schiavi rifugiatasi sul Vesuvio e viene ucciso insieme alle sue truppe. Nel frattempo, Spartaco viene scelto come condottiero dagli schiavi e Davide e Crixo diventano i suoi luogotenenti. Varinia, divenuta sua moglie, aspetta il loro primo figlio.
Dopo una serie di successi ottenuti contro altri condottieri romani più abili di Glabro, Spartaco semina il caos in tutta l'Italia del sud, liberando molti schiavi che si uniscono a lui. Roma è sconvolta dalle notizie dei saccheggi e dei massacri e Crasso, nonostante le obiezioni continue di Gracco, riesce a convincere il Senato a conferirgli i pieni poteri militari, dopo aver rinforzato le mura cittadine e bruciato vivi duecento schiavi come monito contro eventuali sollevazioni servili entro le strade dell'Urbe. L'uomo più ricco del mondo, a proprie spese, mette insieme sul campo sei intere legioni e va incontro a Spartaco. I due eserciti si affrontano ripetutamente con alterne vicende.
Spartaco pianifica la fuga attraverso il mare con il pirata siciliano Orsino, che lo invita a raggiungere le coste della Calabria. Il pirata però viene scoperto da Crasso, che lo minaccia affinché tradisca gli schiavi. Spartaco inoltre vede indebolite le proprie forze a seguito dell'abbandono da parte di Crixo e di tutti gli ex schiavi Galli come lui, con il quale ultimamente i dissapori erano aumentati notevolmente.
In trappola tra le legioni di Crasso, Lucullo e Gneo Pompeo Magno, Spartaco e i suoi affrontano Crasso in Lucania. La battaglia finale è durissima e le milizie di Crasso alla fine hanno la meglio sui ribelli. Lo stesso Spartaco cade in battaglia, mentre Varinia mette al mondo il loro figlioletto. Il generale romano cattura gli schiavi e ordina la loro crocifissione lungo la via Appia: sono più di seimila prigionieri.
Frattanto, Pompeo cattura gli schiavi sfuggiti a Crasso e torna a Roma carico di gloria, reclamando come propria la vittoria ottenuta in realtà da Crasso. Il Senato riconosce Pompeo come il vero vincitore della guerra, a dispetto di Crasso, ma il giovane e accorto senatore Gaio Giulio Cesare, tra i sonori consensi del potente collegio della Repubblica, propone entrambi i condottieri al consolato di Roma.
Infuriato dal "tradimento" di Cesare, Gracco porta via a Crasso Varinia e il suo bambino, schiavi nella sua casa, li conduce alla libertà una volta per tutte in un villaggio anonimo e sperduto della Gallia e successivamente si suicida, squarciandosi lo stomaco con un gladio ai piedi della statua di un suo antenato. Preferisce infatti la morte che sottostare ai capricci del suo antico nemico, ora al governo del mondo.
Il film si conclude con Varinia che racconta al figlio, chiamato Spartaco come il suo defunto marito, le vicende di suo padre.